# پایگاه هوایی ملیسوننه
پایگاه هوایی ملیسوننه (به انگلیسی: Savannah Air National Guard Base) یک فرودگاه است . این فرودگاه در شهر ساوانا، جورجیا کشور ایالات متحده آمریکا قرار دارد .